# Кортышево
 Кортышево  — деревня в Глазовском районе Удмуртии в составе  сельского поселения Куреговское.

## География
Находится на расстоянии примерно 18 км на восток-северо-восток по прямой от центра района города Глазов. 

## История
Известна с 1873 года как деревня Кортышевская, где дворов 21 и жителей 245, в 1905 66 и 562, в 1924 70 и 457 (все удмурты). По другим данным известна с 1800 года. Работал колхоз «Заря».

## Население
Постоянное население  составляло 12 человек (удмурты 92%) в 2002 году, 5 в 2012.